# Liste der Nummer-eins-Hits in Norwegen (1975)
Diese Liste enthält alle Nummer-eins-Hits in Norwegen im Jahr 1975. Es gab in diesem Jahr sieben Nummer-eins-Singles und sechs Nummer-eins-Alben.
| Singles | Alben |
| --- | --- |
| - Hans Petter Hansen – Jeg kommer snart igjen - 14 Wochen (41/1974 – 2/1975) - Slade – Far Far Away - 4 Wochen (3/1975 – 6/1975) - Billy Swan – I Can Help - 10 Wochen (7/1975 – 16/1975) - Teach In – Ding-A-Dong - 8 Wochen (17/1975 – 24/1975) - Nazareth – Love Hurts - 14 Wochen (25/1975 – 38/1975) - George Baker Selection – Paloma Blanca - 8 Wochen (39/1975 – 46/1975) - Rod Stewart – Sailing - 17 Wochen (47/1975 – 11/1976) | - Demis Roussos – Forever And Ever - 27 Wochen (36/1974 – 10/1975) - Vømmøl Spellmannslag – Vømlingen - 13 Wochen (11/1975 – 23/1975) - Thorleifs – Gråt inga tårar - 1 Woche (24/1975) - Wings – Venus And Mars - 14 Wochen (25/1975 – 38/1975) - ABBA – ABBA - 14 Wochen (39/1975 – 52/1975) - Rod Stewart – Atlantic Crossing - 7 Wochen (53/1975 – 6/1976) |
| | |

Siehe auch: Nummer-eins-Hits 1975 in  Australien, Belgien, Deutschland, Finnland, Frankreich, Irland, Italien, Japan, Kanada, Neuseeland, den Niederlanden, Österreich, Schweden, der Schweiz, Spanien, den Vereinigten Staaten und im Vereinigten Königreich.